# Sztrigyohába
Sztrigyohába (románul: Ohaba Streiului) település Romániában, Erdélyben, Hunyad megyében.

## Fekvése
Pusztakalántól délkeletre, a Sztrigy mellett, Kitid és Sztrigyszentgyörgy közt fekvő település.

## Története
A trianoni békeszerződés előtt Hunyad vármegye Hátszegi járásához tartozott.
1913-ban 181 lakosából 180 román volt, mindannyian görögkeleti ortodoxok.

## Források

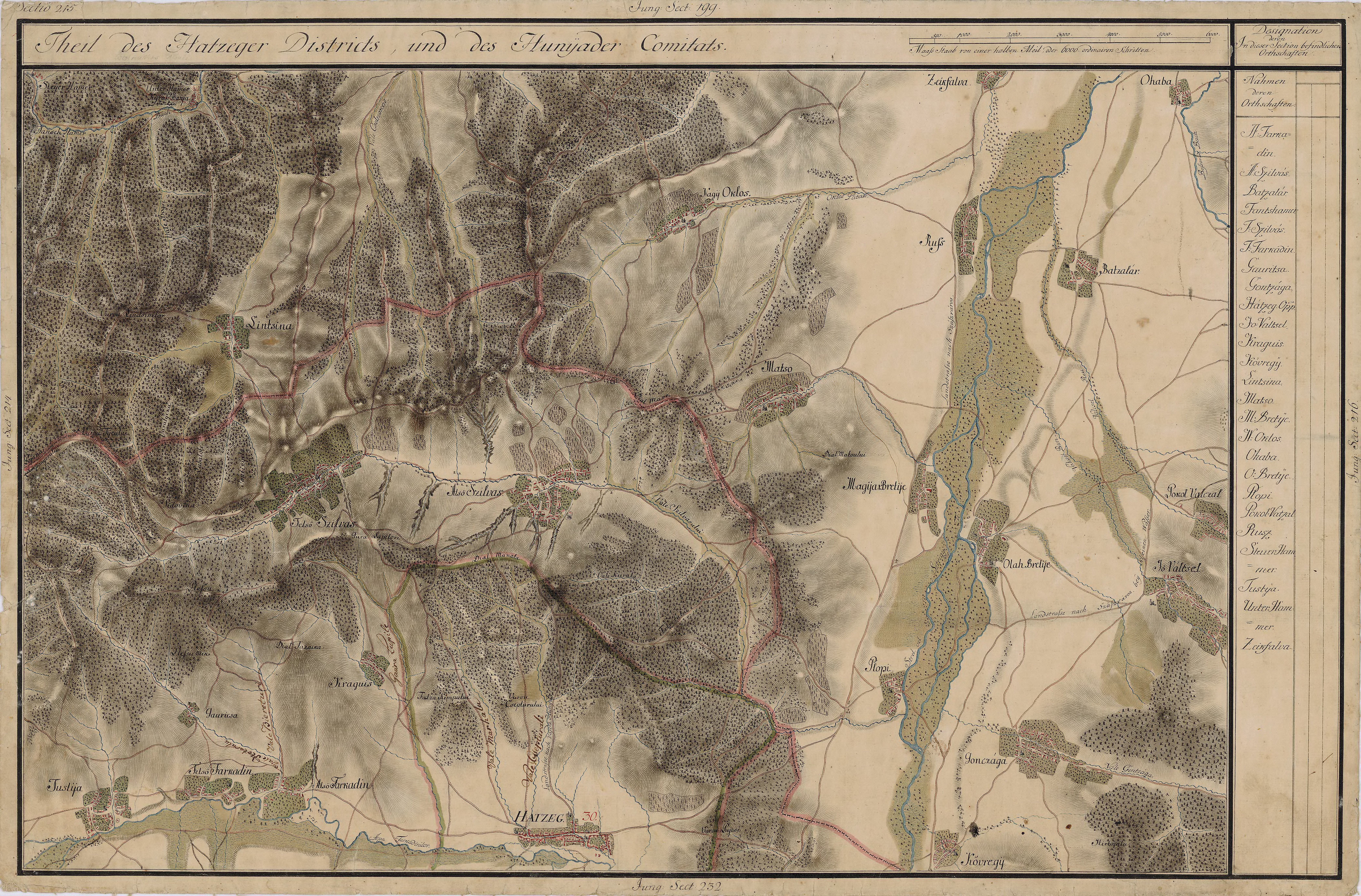
Sztrigyohába egy régi térképen